# فرودگاه شهری گینزویل
فرودگاه شهری گینزویل (به انگلیسی: Gainesville Municipal Airport) یک فرودگاه همگانی بهره‌برداری هوایی با کد یاتا GLE است که یک باند فرود آسفالت دارد و طول باند آن ۱۳۰۹ متر است. این فرودگاه در شهر گینزویل، تگزاس کشور ایالات متحده آمریکا قرار دارد و در ارتفاع ۲۵۸ متری از سطح دریا واقع شده‌است.